# جيمي بيدرسن
جيمي بيدرسن (بالإنجليزية: Jamie Pedersen)‏ هو سياسي أمريكي، ولد في 9 سبتمبر 1968. حزبياً، نشط في الحزب الديمقراطي. وقد انتخب عضو مجلس نواب واشنطن.

## وصلات خارجية
- الموقع الرسمي